# Arbieto (gemeente)
Arbieto is een gemeente (municipio) in de Boliviaanse provincie Esteban Arce in het departement Cochabamba. De gemeente telt naar schatting 22.234 inwoners (2018). De hoofdplaats is Arbieto.